# El cavall en moviment

"El cavall en moviment", Eadweard Muybridge (1878)

El cavall en moviment (Race Horse en anglès) va ser un experiment visual realitzat entre 1872 i 1878 als Estats Units pel fotògraf i investigador britànic Eadweard Muybridge (1830 - 1904), en el qual s'observen de forma seqüencial diverses imatges amb l'objectiu inicial d'analitzar el galop d'un cavall. Tot i que aquesta prova va ser transcendental per l'evolució i l'anàlisi de la cronofotografia, l'enginy de Muybridge i els seus futurs treballs dins d'aquest camp d'estudi serien clau per la invenció del cinematògraf dels germans Lumière i l'assentament de les bases que, quasi vint anys després, originarien el que avui dia coneixem com a cinema.

## Causa de la investigació
L'any 1872, va sorgir una gran polèmica entre dos grups d'aficionats als hipòdroms envers una qüestió relacionada amb la percepció ocular i el moviment. Aquesta divisió ideològica va ser encapçalada per dues personalitats molt importants de la Califòrnia de l'època: Leland Standford, exgovernador del mateix Estat i president de la xarxa ferroviària Central Pacific Railway, i James Keene, president de la Borsa de San Francisco.
El dilema era el següent: el bàndol de Stanford sostenia que hi havia un instant, durant el trot llarg o el galop, en el que el cavall no recolzava cap casc en el sòl; per altra banda, Kenne i els seus amics no compartien la teoria i descartaven que l'animal pogués mantenir-se a l'aire durant unes mil·lèsimes de segon. Com que en aquells anys no hi havia manera directa de comprovar qui tenia raó recorrent a la mateixa activitat d'observar atentament els cavalls, els dos aficionats van optar per demanar ajuda a Muybridge per així posar fi a la controvèrsia. Stanford pensava que, es fotografiaven les diferents etapes del trajecte, aconseguirien veure completament els moviments del cavall. El fotògraf, que s'havia guanyat la seva reputació amb les imatges del parc Yosemite i la ciutat de San Francisco, va accedir a resoldre la situació.

## Intents de l'experiment

### Primer cas (1872)
En aquesta prova inicial, Muybridge va fotografiar al cavall Occident trotant a uns 35 km/h a l'hipòdrom de Sacramento. Sense dipositar moltes esperances en un resultat acceptable, va demanar als veïns de la zona que li deixessin molts llençols de color blanc per tal de penjar-los al voltant de la pista com a fons de les futures imatges, ja que així destacaria únicament l'animal. El dispositiu que va emprar per realitzar l'experiment (que valia una fortuna i Stanford va decidir pagar) consistia en 24 cabines fosques, repartides per tota la pista, i dins de les quals es trobava una placa de col·lodió humit. Com que aquestes estructures deixaven de ser sensibles al cap d'uns minuts, era necessària una gran coordinació entre els tècnics que controlaven cada cabina. En el moment en què el xiulet sonava i el cavall sortia de la quadra, els aparells (prèviament carregats) el fotografiaven en el moment just gràcies a unes petites cordes que l'animal trencava quan passava per davant de la cabina.
El resultat final no va ser satisfactori, ja que Muybridge es va topar amb diversos inconvenients a l'hora de captar el moviment. A vegades, les cordes connectades als dispositius no es trencaven i, en conseqüència, aquests queien i eren arrossegats. A més, el col·lodió humit exigia un temps determinat per tal d'obtenir una bona imatge. Caldrien, per tant, alguns mesos per millorar el sistema fotogràfic.

### Segon cas (1873)
Muybridge va desistir durant un temps d'aquests experiments, i va ser quan feu un viatge per Amèrica Central i Amèrica del Sud amb l'objectiu d'exercir com a fotògraf. En tornar l'any següent, va reprendre el repte. En aquest cas, però, tindria més èxit. L'investigador va assabentar-se que els primers intents de captació van fallar perquè l'obturador manual era massa lent per a aconseguir un temps d'exposició tan breu com el que es necessitava. Per aquest motiu, va inventar un obturador mecànic que consistia en dues fulles de fusta que lliscaven verticalment per les ranures d'un marc i deixaven descoberta una obertura de 20 centímetres, per la qual passava la llum. És a dir, amb aquest sistema s'obtenia un temps d'exposició d'1/500 segons.
Com que es va aconseguir produir millors negatius, llavors era possible reconèixer la silueta del cavall. Això va ser una gran notícia pel bàndol de Stanford, ja que en la sèrie d'imatges es trobava la solució al misteri que tant de temps havia mantingut inquiets als aficionats: en un instant determinat, les quatre potes de l'animal es trobaven enlairades. L'exgovernador tenia raó, i havia guanyat l'aposta.

### Tercer cas (1878)
Stanford, impressionat amb el resultat de l'experiment, que es coneixeria més tard sota el títol de "El cavall en moviment", va encarregar la recerca d'un estudi fotogràfic per a poder captar totes les fases successives del moviment d'un cavall. Els experiments es van reprendre en el reformat ranxo de Stanford durant l'estiu de 1878 a Palo Alto, Califòrnia. Encara que amb una exposició lleugerament insuficient (a causa de les anteriorment esmentades dificultats tècniques de l'època), la sèrie de fotografies resultant mostrava clarament tots els moviments d'una euga de carreres de Kentucky anomenada Sally Gardner. Muybridge va pintar els negatius perquè només es veiés la silueta de l'euga, les potes de la qual adoptaven posicions inconcebibles. El resultat va ser una seqüència de 12 fotografies que es va realitzar aproximadament en mig segon. Gràcies a aquest experiment, Muybridge va idear una nova tècnica en la qual la pista tenia una longitud d'uns 40 metres. Paral·lelament, hi havia una bateria fixa amb 24 càmeres fotogràfiques, i en ambdós extrems de la pista, col·locades en angles de 90° i de 60°, hi havia unes altres dues bateries de càmeres. En cada instant es disparaven sincrònicament tres càmeres, una de cada bateria. S'impressionaven plaques seques a una velocitat d'obturació graduable que podia regular-se des de diversos segons fins a l'altíssima velocitat d'1/6000 de segon (depenent de la velocitat del subjecte a fotografiar). A més, Muybridge va substituir el sistema de trencament de les cordes per un temporitzador a base d'un tambor rotatori que girava d'acord amb la velocitat del subjecte i que, en els instants adequats, enviava impulsos elèctrics a les càmeres.